# 5-я кавалерийская бригада (Румыния)
5-я кавалерийская бригада (рум. Brigada 5 Cavalerie), позднее 5-я кавалерийская дивизия — воинское кавалерийское соединение румынской армии, принимавшее участие во Второй мировой войне на стороне гитлеровской Германии (преобразовано в одноименную дивизию с 15 марта 1942 года).

## История
Перед нападением на СССР 5-я кавалерийская бригада занимала позиции на советско-румынской границе на стыке Украинской и Молдавской ССР. Бригада входила в состав кавалерийского корпуса 3-й румынской армии под командованием генерала Петре Думитреску, румынские силы действовали под оперативным командованием 11-й немецкой армии генерала Э. фон Манштейна.
Участие в боевых операциях
В июне — июле 1941 года силы, включавшие кавалерийский корпус (5-я, 6-я и 8-я кавалерийские бригады) в приграничном сражении быстро захватили часть территории Бессарабии и Северной Буковины, ранее отторгнутые СССР в ходе Бессарабского похода 1940, которые были включены в состав Румынии. После этого румынское правительство согласилось поддержать немецкую группу армий «Юг» в Южной Украине. Кавалерийский корпус был включен в число соединений 11-й армии, штурмовавших Крым под командованием генерала Э. фон Манштейна.

3-я и 4-я румынские армии под Сталинградом во время советской операции «Уран»

В конце октября 1941 5-я кавалерийская бригада была введена в прорыв после падения Перекопа и принимала участие в первом штурме Севастополя. Румыны, двигаясь со стороны Евпатории, 5 ноября 1941 года передовыми частями вышли к северному фасу Севастопольского оборонительного района и заняли позиции на участке Аранчи, Эфендикой. Появление румынской конницы в этом районе отмечается в журнале боевых действий Приморской армии 13 ноября 1941 .
15 марта 1942 года она была переименована в 5-ю кавалерийскую дивизию.
Кавалерийский корпус (5-я, 6-я и 9-я дивизии) находился на крайнем правом фланге во время июльского наступления на Кавказ в 1942 года по Плану «Блау». В его задачи входила очистка от противника побережий Черного и Азовского морей. К ноябрю 1942 года 1-я и 7-я кавалерийские дивизии находились на линии фронта севернее Сталинграда, а 5-я и 8-я — южнее города в составе 7-го армейского корпуса. Здесь их и застала контратака советских войск в ходе операции «Уран».
К 20 числам ноября 5-я кавалерийская дивизия получила приказ отступать по оси: Обильное, Верх. Сальский, Крылов, Калинин. 8-я кавалерийская дивизия — по оси: Годжур, Заветное, Атаманская, Ремонтная. 4-я пехотная дивизия должна была следовать за 5-й кавалерийской дивизией.
Из журнала боевых действий советской 51-й армии: «На левом фланге армии противник продолжал собирать остатки 5-й румынской кавалерийской дивизии, потрепанную 4-ю пехотную дивизию и не разбитую 8-ю кавалерийскую дивизию. Всего до 15-20 тысяч штыков и сабель».
10 декабря командование 4-й румынской армии отдельным приказом требовало довести до каждого солдата, что «зимняя тактика русских» нацелена на захват населенных пунктов и изгнание противника «в поле, на мороз, под открытое небо». Необходимо «применять такую же тактику, борясь за захват или удержание самых мелких населенных пунктов соответствующего района». 11 декабря в 13.30 5-я кавалерийская румынская дивизия атаковала и к 15.00 захватила Ики-Соргакин и Верхне-Сальск. Был получен приказ 4-й румынской армии об удержании данных позиций «любой ценой» в связи с планируемыми штабом наступательными операциями.
5-я и 8-я дивизии относительно неплохо проявили себя в декабрьских боях; но в конце месяца все румынские соединения были истощены и вынуждены отступить. Дивизия понеся крупные потери под Сталинградом, фактически была уничтожена. В течение 1943 года была восстановлена. Дивизию планировалось сделать моторизованной, но из-за недостатка бронетехники и вооружения от этих планов пришлось отказаться.
В 1944 году в ходе Ясско-Кишинёвской наступательной операции под влиянием мощного натиска советских войск в направлении Вултурул-Яссы и взятия Ясс, 11-я пехотная и 5-я кавалерийская румынские и 79-я немецкая дивизии отступили на линию Аэдуря Кэнэнэу — Редиул Альбей — высоты к юго-востоку от Ароняну — восточная и южная лесные опушки у города Яссы.

## Состав 5-й кавалерийской дивизии
5-я кавалерийская дивизия (до марта 1942 года — 5-я кавалерийская бригада). Состав:
- 6-й полк рошиорей (моторизованный);
- 7-й полк рошиорей (конный);
- 8-й полк рошиорей (конный);
- 2-й конно-артиллерийский полк — 75-мм пушки, 100-мм гаубицы;
- 6-й моторизованная разведывательная рота
- Зенитная батарея
- Инженерная рота

## Командиры
- 10.01.1941 - 23.03.1943 - Василие Маинеску (Vasile Mainescu), полковник
- 3.11.1942 – 3.04.1943 - Думитру Попеску, полковник
- 16.07.1943 - 29.11.1944 - Корнелиу Карп (Corneliu Carp), бригадный генерал